# Nikolaj (Pogrebňak)
Nikolaj (světským jménem: Svjatoslav Vladimirovič Pogrebňak; * 15. května 1950, Moskva) je ruský duchovní Ruské pravoslavné církve a emeritní biskup balašichinský a orechovo-zujevský.

## Život
Narodil se 15. května 1950 v Moskvě v rodině lékaře.
Roku 1967 dokončil střední školu č. 820 a nastoupil na První Moskevský lékařský institut, který dokončil roku 1971.
V letech 1971–1973 pracoval ve Státní Treťjakovské galerii.
Roku 1972 nastoupil na studium fakulty historie Moskevské státní univerzity a o rok později na Moskevský polygrafický institut, kde studoval knihovnictví.
V letech 1974–1981 pracoval jako vedoucí oddělení společensko-politické literatury v Moskevském domě knihy.
Od roku 1975 působil v "Žurnal Moskovskoj patriarchiji".
Roku 1976 se oženil a stejného roku se mu narodila dcera Sofie. Jeho manželka zemřela po těžké nemoci roku 2009.
Dne 6. listopadu 1979 byl pokřtěn se jménem Nikolaj.
V červenci 1981 přešel do stálého zaměstnání v Žurnále Moskovskoj patriarchiji. Zde do roku 1990 působil jako vedoucí referenčního a bibliografického oddělení.
Roku 1989 dokončil dálkové studium na Moskevském duchovním semináři.
Dne 25. února 1990 byl arcibiskupem možajským Grigorijem (Čirkovem) rukopoložen na diákona a určen pro službu v chrámu Svaté Trojice v Ljubercy. Dne 27. srpna stejného roku byl rukopoložen na jereje. V chrámu Svaté Trojice působil až do roku 1992.
Dne 23. července 1992 se stal představeným chrámu Proměnění Páně ve městě Balašicha.
Od roku 1997 se stal členem redakční rady časopisu "Moskovskije eparchialnyje vědomosti".
Dne 21. července 1998 byl jmenován blagočinný Balašichinského okruhu.
V letech 1998–2004 byl sekretářem komise pro vydavatelkou činnost moskevské eparchie. Dne 12. října 2004 byl jmenován předsedou oddělení pro vydavatelskou činnost a styl s médii.
Dne 31. března 2011 se stal tiskovým sekretářem moskevské eparchie.
Dne 28. září 2011 byl chrámu Proměnění Páně Novoděvičího monastýru metropolitou krutickým a kolomenským Juvenalijem (Pojarkovem) postřižen na monacha a přijal mnišské jméno Nikolaj na počest svatého Nikolaje Japonského.
Dne 6. října 2011 jej Svatý synod zvolil biskupem balašichinským a vikářem moskevské eparchie. O tři dny později byl povýšen na archimandritu.
Dne 3. prosince 2011 byl oficiálně jmenován biskupem a 1. ledna 2012 proběhla v chrámu Krista Spasitele v Moskvě jeho biskupská chirotonie. Světiteli byli patriarcha moskevský Kirill, metropolita krutický a kolomenský Juvenalij (Pojarkov), arcibiskup možajský Grigorij (Čirkov), arcibiskup istrijský Arsenij (Jepifanov), biskup Ilian (Vostrjakov), biskup vidnovský Tichon (Nědosekin), biskup serpuchovský Roman (Gavrilov), biskup solněčnogorský Sergij (Čašin) a biskup voskresenský Savva (Michejev).
V září 2017 se stal zastupujícím šéfredaktorem Vydavatelství Moskevského patriarchátu a následující měsíc oficiálním šéfredaktorem. Současně se stal šéfredaktorem "Žurnálu Moskovskoj patriarchiji".
Dne 28. listopadu 2017 byl Svatým synodem předán pod přímou kanonickou podřízenost patriarchovi moskevskému.
Dne 20. listopadu 2020 byl jmenován dočasným členem Vyššího celocírkevního soudu.
Dne 13. dubna 2021 byl ustanoven biskupem balašichinským a orechovo-zujevským. Od 15. května 2025 je biskupem emeritním. 